# Pasquale Formisano
Pasquale Formisano (Napoli, 1926 – Napoli, 28 settembre 1943) è stato un partigiano italiano.
Medaglia d'oro al valor militare alla memoria.

## Biografia
È il 28 settembre 1943. Pasquale Formisano, diciassette anni, ragazzo napoletano, esce di casa malgrado le preghiere dei genitori. Per le strade di Napoli si combatte contro i tedeschi. Pasquale dice che vuole raggiungere i patrioti. Anche lui vuole agire, vuole fare qualcosa contro i nemici. In una via del centro un automezzo tedesco sta bruciando. La strada è disseminata di tegole e masserizie gettate dalle case, di corpi di caduti. Pasquale trova due bombe a mano, le prende. Poi si carica in spalla un fucile mitragliatore. Pesa, ma non importa. E subito gli si presenta l'occasione di usarlo. Da un autocarro tedesco immobilizzato da una mina i soldati sparano. Pasquale si ripara dietro un mucchio di pietre e si unisce al combattimento. Fa fuoco. Contribuisce alla resa dei soldati tedeschi bersagliati da ogni lato. Ora anch'egli è un combattente. Il suo non è solo spirito di avventura; è qualcosa di più. È una scelta da uomo. Ma dopo un'ora i tedeschi ritornano. Riappaiono nuove autoblinde minacciose. Dalle feritoie sparano all'impazzata in tutte le direzioni. Bisogna fermarle, pensa il ragazzo. Generosamente si stacca dal muro e si lancia contro il primo automezzo. Scaglia la prima bomba a mano ma tutte le armi tedesche si puntano su di lui. Getta la seconda bomba ma cade ucciso prima di sentire l'esplosione. È la fine precoce di un'esistenza. Il suo sacrificio, questa sua parte in battaglia così breve e così decisa ci riempie di sgomento per gli anni non vissuti di Pasquale, di ammirazione senza parole. Ma era uno di quei momenti storici in cui ogni scelta diventa totale e si paga con la vita. Il 9 settembre 1943 i tedeschi si erano sparsi rapidamente per le strade di Napoli, da padroni, approfittando dell'abbandono in cui si erano trovate le truppe italiane dopo l'armistizio, lasciate a se stesse dagli alti comandi dell'esercito. Esplose allora la collera popolare della città, nacque la resistenza spontanea dei vicoli, che vide in prima fila sulle barricate, giovani, vecchi e ragazzi, gli scugnizzi cresciuti troppo in fretta nella miseria secolare e negli stenti dei bassi napoletani. Pasquale era uno di loro. Il suo eroismo ci parla della purezza e della disponibilità ideale dei giovani di allora e di sempre alle battaglie di libertà.